# ریکو تاکاشیما
ریکو تاکاشیما (انگلیسی: Reiko Takashima؛ زادهٔ ۲۵ ژوئیهٔ ۱۹۶۴) یک هنرپیشه اهل ژاپن است.